# Just Dance (TV-spel)
Just Dance är ett dansspel till Wii utvecklad av Ubisoft, den släpptes 17 november 2009 i Nordamerika, 26 november 2009 i Australien och 27 november 2009 i Europa.

## Spelupplägg
Spelet har tre spelarlägen:

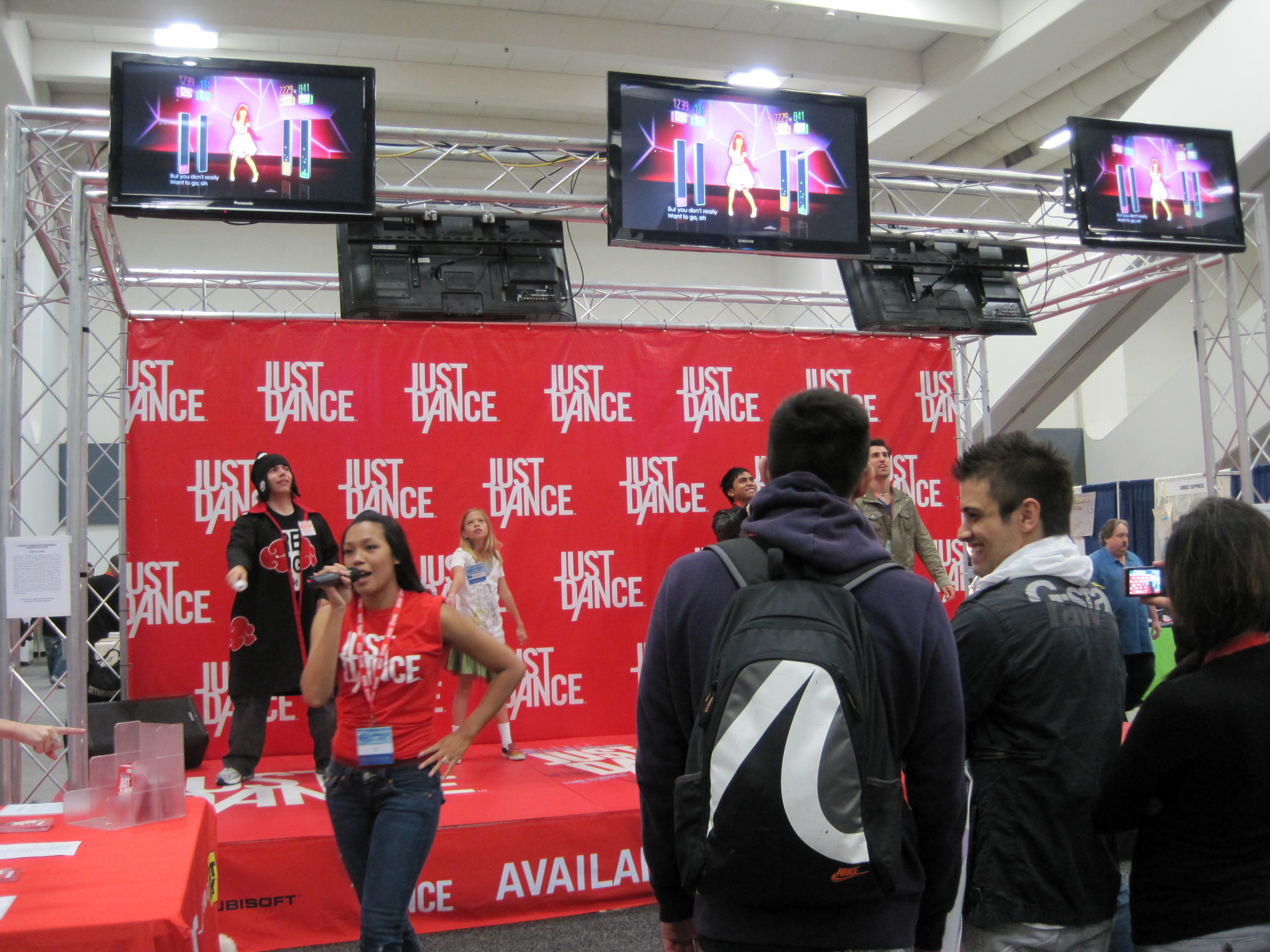
Just Dance på WonderCon 2010.

- Normal Mode: Spelaren utför en dans som dansaren i spelet.
- Last One Standing: Spelaren blir eliminerad om han eller hon inte samlar tillräckligt med poäng eller gör för många misstag.
- Strike a Pose: Spelaren börjar och slutar dansa som bestäms av spelets dansare.

Det finns även ett träningsläge ("Practice") där spelaren kan lära sig om att dansa utan att ta poäng.

## Låtar
Sammanlagt finns 32 låtar, alla i Solo.
| Låt                                                  | Artist                                         | Svårighetsgrad | Ansträngning | År   | Dansare | Skakningar |
| ---------------------------------------------------- | ---------------------------------------------- | -------------- | ------------ | ---- | ------- | ---------- |
| "A Little Less Conversation"                         | Elvis Presley vs. JXL                          | 2              | 2            | 1968 | ♂       | Nej        |
| "Acceptable in the 80s"(X-3D)/(G)                    | Calvin Harris                                  | 3 (2)          | 3 (2)        | 2007 | ♀       | Nej        |
| "Bebe"                                               | Divine Brown                                   | 2              | 1            | 2008 | ♀       | Nej        |
| "Can't Get You Out of My Head"                       | Kylie Minogue                                  | 2              | 1            | 2001 | ♀       | Nej        |
| "Cotton-Eye Joe"                                     | Rednex                                         | 1              | 3            | 1997 | ♀       | Nej        |
| "Dare"(3D)/(G)                                       | Gorillaz                                       | 2              | 1            | 2005 | ♂       | Nej        |
| "Eye of the Tiger"(G)                                | Survivor                                       | 1              | 3 (2)        | 1982 | ♀       | Ja         |
| "Fame"*/(3D)/(G)/(DOB)                               | Irene Cara                                     | 1              | 3            | 1980 | ♀       | Nej        |
| "Funplex" (CSS Remix) (X-3D)                         | The B-52's                                     | 2              | 2            | 2008 | ♀       | Ja         |
| "Girls & Boys"                                       | Blur                                           | 2              | 2            | 1994 | ♀       | Nej        |
| "Girls Just Want to Have Fun"                        | Cyndi Lauper                                   | 1              | 2            | 1983 | ♀       | Nej        |
| "Groove Is in the Heart"                             | Deee-Lite                                      | 3              | 2            | 1990 | ♀       | Ja         |
| "Heart of Glass" (X-3D)                              | Blondie                                        | 2              | 1            | 1979 | ♀       | Nej        |
| "Hot N Cold" (Chick Version)(G)                      | Katy Perry                                     | 1              | 3 (1)        | 2008 | ♀       | Nej        |
| "I Get Around"                                       | The Beach Boys                                 | 2              | 1            | 1966 | ♂       | Nej        |
| "I Like to Move It (Radio Mix)"(3D)/(G)/(SD)/(K2014) | Reel 2 Real feat. The Mad Stuntman             | 2              | 2            | 1993 | ♀       | Nej        |
| "Jerk It Out"                                        | Caesars                                        | 3              | 3            | 2003 | ♂       | Nej        |
| "Jin-Go-Lo-Ba"(X-3D)/(G)                             | Fatboy Slim                                    | 3 (2)          | 2            | 2004 | ♀       | Ja         |
| "Kids in America"(3D)/(K)                            | Kim Wilde                                      | 2              | 2            | 1981 | ♀       | Nej        |
| "Le Freak"                                           | Chic                                           | 2              | 1            | 1978 | ♀       | Nej        |
| "Louie Louie" (X-3D)                                 | Iggy Pop                                       | 1              | 3 (2)        | 1993 | ♂       | Ja         |
| "Lump"                                               | The Presidents of the United States of America | 1              | 3            | 1995 | ♂       | Ja         |
| "Mashed Potato Time"(X-3D)                           | Dee Dee Sharp                                  | 1              | 1            | 1962 | ♀       | Nej        |
| "Pump Up the Jam"                                    | Technotronic                                   | 2              | 3            | 1989 | ♂       | Nej        |
| "Ring My Bell"(G)                                    | Anita Ward                                     | 2              | 1            | 1979 | ♀       | Nej        |
| "Step by Step"(X-3D)/(G)                             | New Kids on the Block                          | 2              | 2            | 1990 | ♂       | Nej        |
| "Surfin' Bird"                                       | The Trashmen                                   | 1              | 3            | 1963 | ♂       | Ja         |
| "That's the Way (I Like It)"(3D)                     | KC and the Sunshine Band                       | 3 (2)          | 1            | 1975 | ♂       | Nej        |
| "U Can't Touch This"(3D)/(G)/(J)                     | MC Hammer                                      | 2              | 3            | 1990 | ♂       | Nej        |
| "Wannabe" (J)                                        | Spice Girls                                    | 1              | 2 (1)        | 1996 | ♀       | Nej        |
| "Who Let the Dogs Out?"(3D)/(G)/(K)/(SD)             | Baha Men                                       | 3 (2)          | 2            | 2000 | ♂       | Ja         |
| "Womanizer"*                                         | Britney Spears                                 | 2              | 1            | 2008 | ♀       | Nej        |

- En "*" visar att låten är en cover-version, inte originalet.
- En "(3D)" visar att låten är även en DLC i Just Dance 3.
- En "(X-3D)" visar att låten är  även en DLC i Just Dance 3 till endast Xbox 360.
- En "(K)" visat att låten även finns med i Just Dance Kids.
- En "(K2014)" visar att låten finns även med i Just Dance Kids 2014.
- En "(DOB)" visar att låten finns även med i Dance on Broadway.
- En "(SD)" visar att låten finns även med i The Smurfs Dance Party.
- En "(J)" visar att låten finns även med i Just Dance Wii.
- En "(G)" visar att låten finns även med i Just Dance: Best Of/Just Dance: Greatest Hits.
- En "()" visar med siffror i svårighetsgrader och/eller ansträngningar visar att de förändrat Difficulty (svårighetsgrad) eller Sweat (svett) i framtida Just Dances-spel.

Notis: I Just Dance Wii, "U Can't Touch This" har en Difficulty (svårighetsgrad) och Efforts (ansträngningar) på 1, men är 2 och 3 i Just Dance 3 och Just Dance: Best Of/Greatest Hits.

## Mottagande
Just Dance mottogs av blandade och negativa recensioner av kritiker, den fick ett snittbetyg 49/100 av recensenter på Metacritic. Den kritiserades för att inte ha upplåstbara funktioner, låtar, dansare eller tongång. Kontrollen och  betygsystemet blev kritiserad som "sloppy" ("slarvig"), med spelarens rörelser upptäckt som undermålig.